# Aa colombiana
Aa colombiana, vrsta južnoameričke orhideje koja raste na montañi Kolumbije i Ekvadora na visinama od 2900 do 4300 metara. Sinonim joj je Altensteinia columbiana (Schltr.) Garay 	